# Луис (окръг, Западна Вирджиния)
Вижте пояснителната страница за други значения на Луис.
Окръг Луис (на английски: Lewis County) е окръг в щата Западна Вирджиния, Съединени американски щати. Площта му е 1010 km², а населението – 16 371 души (2012). Административен център е град Уестън.